# Hunter Hess
Hunter Hess (* 1. Oktober 1998 in Bend) ist ein US-amerikanischer Freestyle-Skier. Er startet in der Disziplin Halfpipe.

## Werdegang
Hess startete im Januar 2016 in Mammoth erstmals im Weltcup und belegte dabei den 12. Platz. In der Saison 2018/19 kam er bei allen vier Weltcupteilnahmen unter die ersten Zehn. Dabei erreichte er mit Platz drei im Secret Garden Resort seine erste Podestplatzierung und zum Saisonende den 23. Platz im Gesamtweltcup und den vierten Rang im Halfpipe-Weltcup. In der folgenden Saison erreichte er mit drei Top-Zehn-Platzierungen den neunten Platz im Halfpipe-Weltcup. In der Saison 2023/24 wurde er mit einem dritten Platz sowie zwei zweiten Plätzen Sechster im  Park & Pipe-Weltcup und Zweiter im Halfpipe-Weltcup. Zudem gewann er bei den Winter-X-Games 2024 in Aspen die Bronzemedaille.

## Weltcupwertungen
| Saison  | Gesamt | Gesamt | Park & Pipe | Park & Pipe | Halfpipe | Halfpipe |
| Saison  | Platz  | Punkte | Platz       | Punkte      | Platz    | Punkte   |
| ------- | ------ | ------ | ----------- | ----------- | -------- | -------- |
| 2015/16 | 166.   | 4,4    | -           | -           | 30.      | 22       |
| 2016/17 | 114.   | 11,8   | -           | -           | 16.      | 59       |
| 2017/18 | 69.    | 19,67  | -           | -           | 12.      | 118      |
| 2018/19 | 23.    | 35,6   | -           | -           | 4.       | 178      |
| 2019/20 | 43.    | 27     | -           | -           | 9.       | 117      |
| 2020/21 | -      | -      | 39.         | 26          | 10.      | 26       |
| 2022/23 | -      | -      | 26.         | 107         | 10.      | 107      |
| 2023/24 | -      | -      | 6.          | 287         | 2.       | 265      |